# Bahnhof Serampore Town
Der Bahnhof Serampore Town ist ein Bahnhof der Hauptstrecke Howrah–Bardhaman in Indien.

## Lage

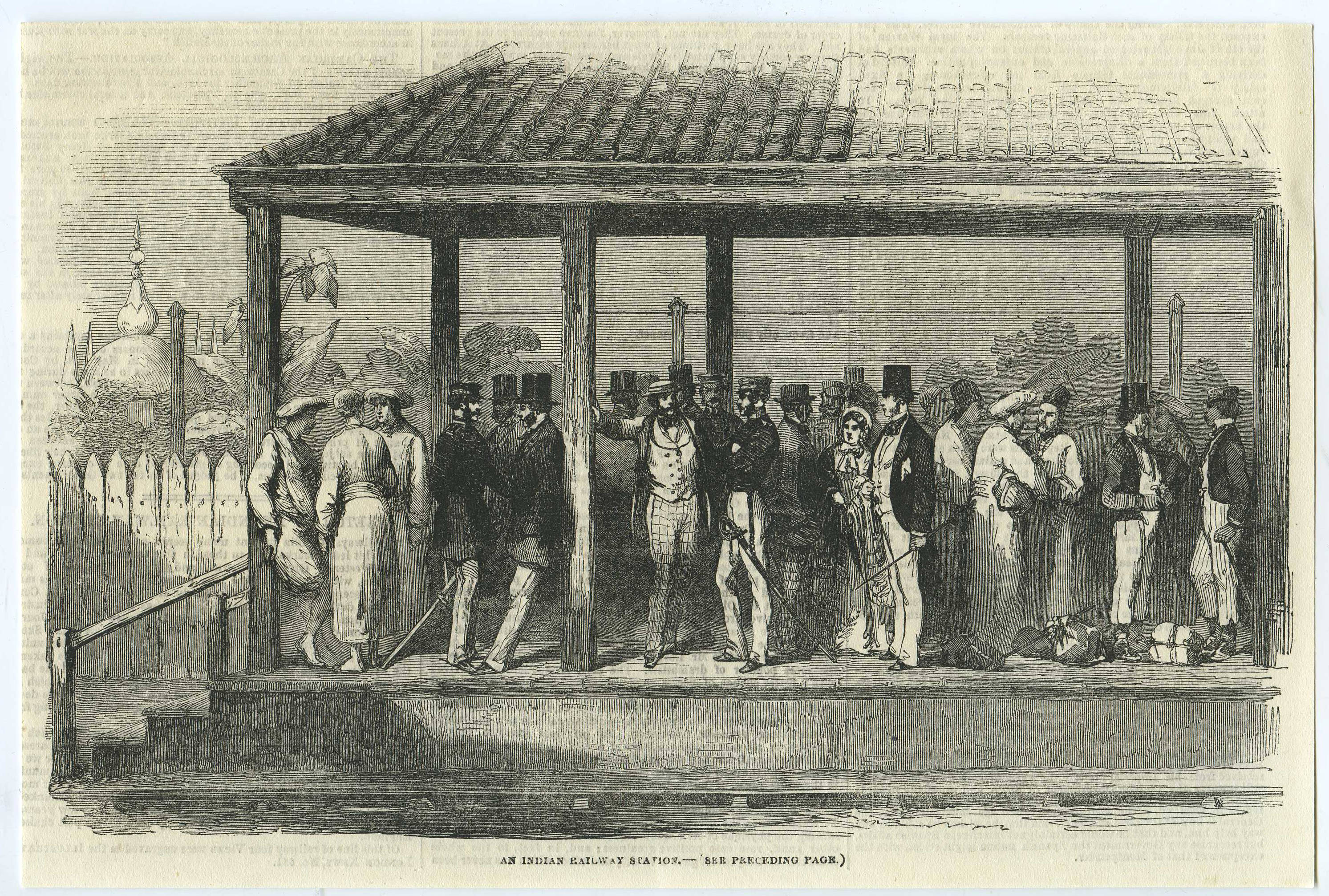
Ein indischer Bahnhof, 1854

Der Durchgangsbahnhof liegt bei der Stadt Serampore im Hugli-Distrikt des indischen Bundesstaats Westbengalen an der Hauptstrecke Howrah–Delhi und der Vorortbahn von Kalkutta (engl. Kolkata Suburban Railway).
Der Bahnhof hat vier Bahnsteige. Es gibt drei Breitspur-Durchgangsgleise auf dem Streckenabschnitt von Belur nach Bandel. Von "Serampore Town" aus liegen per Bahn 20 km bis zum Bahnhof Howrah Junction Railway Station, sowie 3 km bis Sheoraphuli, 20 km bis Bandel und 87 km bis Bardhaman. Die Adresse ist Roy Bahadur M.C Lahiri Street, Town Station Bazaar, Serampore-01 (712201), West Bengal.

## Geschichte

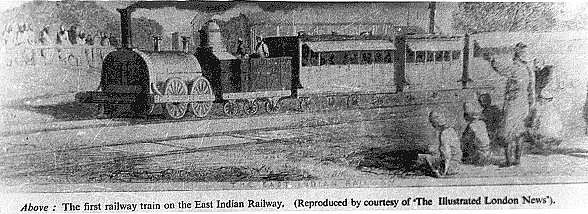
Der erste Zug der East Indian Railway, 1854

Die East Indian Railway Company wurde am 1. Juni 1845 gegründet, um eine Bahnstrecke von Howrah bei Kalkutta nach Delhi zu bauen und zu betreiben. Die Wellblechhütte des Bahnhofs Howrah konnte damals von Kalkutta nur mit einer Fähre über den Fluss Hugli erreicht werden. Nach den Planungs- und Vermessungsarbeiten begann der Bau 1851.
Der erste Zug der Eastern Railway fuhr am 15. August 1854 von Howrah nach Hugli. Sein erster Halt war Bally und der zweite Halt war Serampore.

## Geschwindigkeitsbegrenzung
Die Strecke Howrah–Bardhaman ist als ‘B’-klassige Strecke kategorisiert, auf der Züge bis 130 km/h schnell fahren dürfen.